# جو موران
جو موران (به انگلیسی: Joe Moran) مورخ اجتماعی و فرهنگی است که از اواسط قرن بیستم تا به امروز در مورد زندگی روزمره به ویژه زندگی روزمره انگلستان نوشته‌است.

## کتاب گریزی از شکست نیست
فرهنگ بشری همواره ناکامی و شکست را بیراهه‌ای می‌دانسته در حاشیهٔ جادهٔ اصلی موفقیت و کامیابی، اما جو موران در این کتاب ناکامی را وضعیتی اصیل می‌داند و ما را به بصیرتی فرامی‌خواند که ساموئل بکت سرلوحهٔ زندگی‌اش قرار داده بود: در جوانی ناامید شو و پشت سرت را نگاه نکن. موران با نگاهی تیزبین تصور ما از اسوه‌های موفقیت و کامیابی را واژگون می‌کند و نشان می‌دهد که چگونه سرگذشت آن‌ها نیز از شکست آغاز شد و به شکست انجامید. او ادبیات و فلسفه و روان‌شناسی را به هم می‌آمیزد تا نیروی تسلی‌دهنده و امیدبخشی را آشکار کند که در پس ناکام‌ماندن نهفته‌است.